# Ehalkivi
Der Ehalkivi (dt. Abendröte) ist der größte Findling in Estland und der größte glaziale erratische Block auf dem nordeuropäischen Festland. Er befindet sich am Kap Letipea an der Südküste des Finnischen Meerbusens und liegt in der Landgemeinde Viru-Nigula im Kreis Lääne-Viru. 
Ein vermutlich noch größerer Findling befindet sich in der Keibu-Bucht im Westen des Kreis Lääne-Viru. Er liegt jedoch unter dem Meeresspiegel und seine Abmessungen sind unbekannt. 
Der Ehalkivi besteht aus Pegmatit. Bei einer Länge von 16,5 Meter, 14,3 Meter Breite und 7,6 Meter Höhe hat er einen Umfang von 49,6 Meter und ein Volumen von 930 Kubikmeter, somit eine Masse von ca. 2 500 Tonnen. Jahrhundertelang diente er Seefahrern als Landmarke.
In Estland gibt es etwa 150 große Findlinge, weit mehr als im restlichen europäischen Vergletscherungsgebiet.